# Драматичен театър Търговище
Драматичен театър Търговище е държавен театър в град Търговище. Има собствена зала с 500 места. Той създава собствена продукция и приема гостуващи трупи. Годишно има 3 – 5 продукции и играе около 120 представления. Той се финансира смесено – от Министерство на културата, Общината и собствени приходи. Директор на театъра е Владимир Петков.

## История
Театърът е узаконен с Министерско постановление № 274 от 16 юли 1969 година.

## Фестивали
Театърът поддържа два фестивала:
- Международен фестивал на спектакли за деца „Вълшебната завеса“, който се провежда ежегодно през първата седмица на месец май,
- „Дни на големия театър в малкия град“ – през месец юни.